# Walk This Way
Walk This Way – piosenka z 1975 roku, nagrana pierwotnie przez amerykański zespół rockowy Aerosmith. Napisana została przez wokalistę Stevena Tylera i gitarzystę Joego Perry’ego. Utwór został wydany jako drugi singiel z ich albumu Toys in the Attic. Mała płyta dotarła do miejsca 10. na amerykańskiej liście Billboard Hot 100 na początku roku 1977. Kompozycja pozwoliła formacji znaleźć się w kręgu zainteresowań głównego nurtu muzycznego w latach 70., a także odrodzić swoją karierę w latach 80., kiedy przerobili ją raperzy z Run-D.M.C. Piosenka pojawiła się na ich albumie z 1986 roku, Raising Hell. Ten cover był kamieniem milowym dla nowo powstałego wówczas podgatunku muzycznego rap rock.

## Wersja Sugababes i Girls Aloud
Blisko 30 lat po powstaniu utworu, „Walk This Way” został nagrany przez dwa brytyjskie girlsbandy, Sugababes i Girls Aloud. Piosenkę wydano na singlu 10 lutego 2007 roku, jako oficjalny hymn organizacji charytatywnej Comic Relief. Piosenka uplasowała się na pozycji #1 w dniu 18 marca, dając Girls Aloud ich trzeci brytyjski singel na 1. miejscu, a Sugababes ich piąty, a pierwszy z Amelle Berrabah.
Pierwsza zwrotka jest śpiewana przez Kimberley Walsh i Nadine Coyle, druga przez Keisha Buchanan i Heidi Range, a trzecia przez Sarah Harding, Nicola Roberts i Amelle Berrabah. „Walk this way you wanna talk this way” śpiewają Cheryl Cole i Amelle Berrabah. W Czasie trwania piosenki słychac co jakiś czas „Like This” które wykonuje Cheryl Cole

### Rankingi
Singel uplasował się na 1 miejscu, ale po trzech tygodniach spadł 12 miejsc w dół z 2 miejsca na 14. W 4 tygodniu spadł kolejne 10 miejsc na 24 miejsce. Singel sprzedał się w liczbie 110,000 kopii w Wielkiej Brytanii na dzień 29 kwietnia 2007 r.
| Chart (2007)            | Peak position |
| ----------------------- | ------------- |
| UK Singles Chart        | 1             |
| UK Download Chart       | 2             |
| Poland Single Chart     | 7             |
| Lithuania Airplay Chart | 11            |
| Irish Singles Chart     | 14            |
| Latvia Airplay Chart    | 15            |
| Rumunia                 | 54            |

### Teledysk
Premiera teledysku odbyła się na kanale The Box 2 lutego 2007, a następnego dnia pokazano go w programie Popworld na kanale Channel 4.
Teledysk „Walk This Way” jest komediową wersją teledysku Run-D.M.C. i Aerosmith z 1986 roku, w którym każda grupa próbowała zaśpiewać piosenkę, ale inna zaczynała kolejną część. Zaczyna się od dwóch oddzielonych pokoi – Girls Aloud z mikrofonami, Sugababes ze sprzętem DJ-owskim.